# Церква святого Івана (Рига)
Церква святого Івана (латис. Svētā Jāņa Evaņģēliski luteriskā baznīca) — культова споруда в Ризі (Латвія), парафіяльний храм Євангелістсько-лютеранської церкви Латвії.

## Присвята
Церква присвячена Іванові Хрестителю, тому містить декілька творів мистецтва із зображеннями святого, у тому числі велику картину на північній стороні середохрестя та вітраж справа від головного вівтаря (з півдня). Це вітраж разом з іншими встановили близько 1900 року.

## Історія
Церква збудована на місці колишнього палацу ризького єпископа Альберта. У 1234 році домініканці отримали в управління маленьку каплицю палацу та присвятили її Іванові Хрестителю. Близько 1330 року каплицю перебудували, збільшили та продовжували використовувати як каплицю домініканців і парафіяльну церкву до 1523 року, коли на початку Реформації її розорили. У періоді між 1523 та 1581 роками церква слугувала складом, зерносховищем, стайнями, арсеналом. Після того вона стала парафіяльним храмом реформованої Євангелістської лютеранської церкви. Від 1587 церкву декілька разів її розширювали.
У великій ризькій пожежі 31 травня 1677 року церква сильно постраждала, але буда відбудована та отримала новий шпиль.. 1769 року церква отримала бароковий вівтар, 1849 року збудовано нову дзвіницю в неоготичному стилі замість старої. За радянських часів служби в церкві не припинялись.
У наш час церква є діючою, з більш ніж тисячею активних парафіян і службою щонеділі вранці та щосереди ввечері. Церква також є популярним туристичним об'єктом, крім того її використовують як концертну залу через великий розмір та добру акустику.

## Галерея

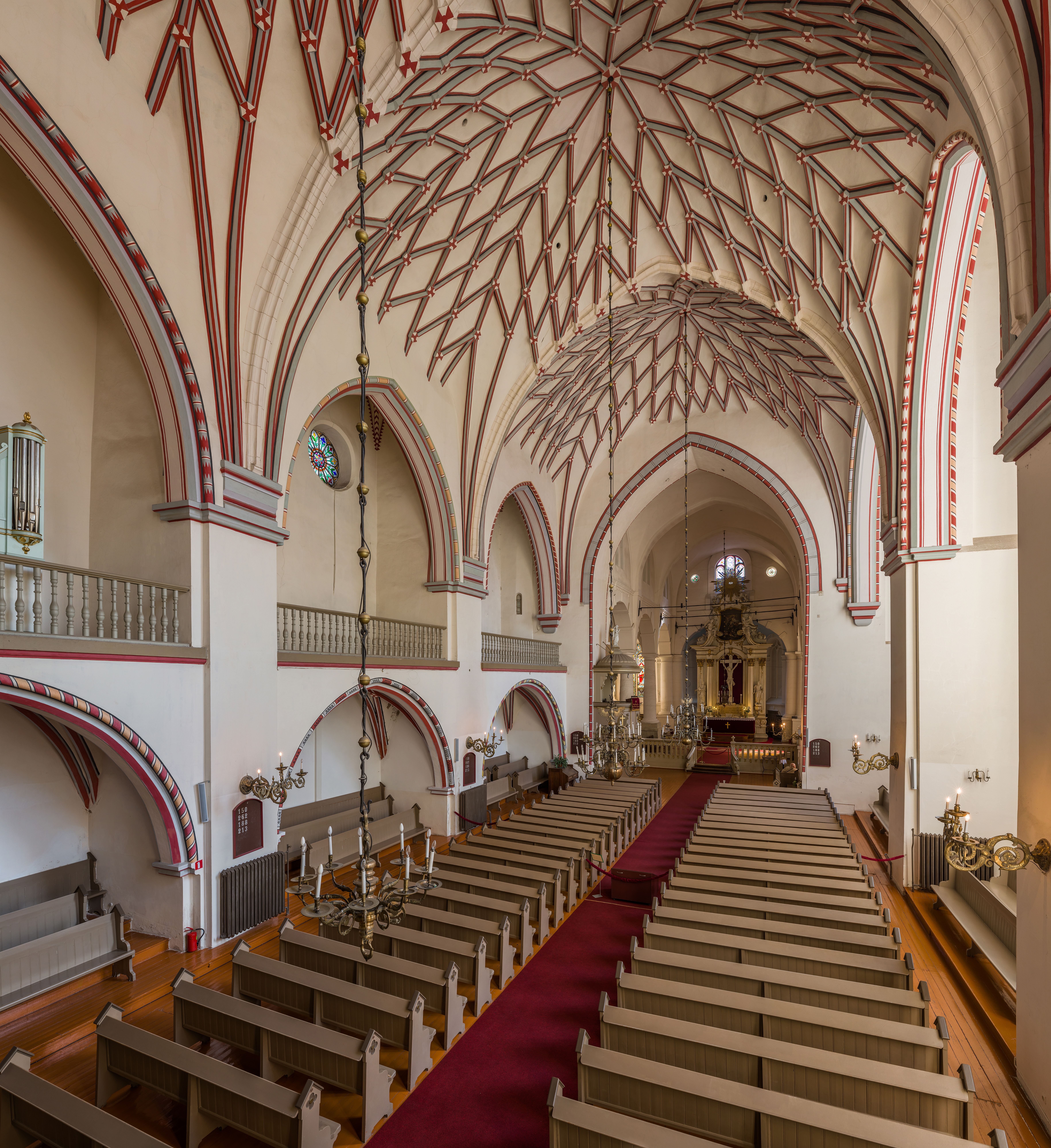
Вигляд на головний вівтар
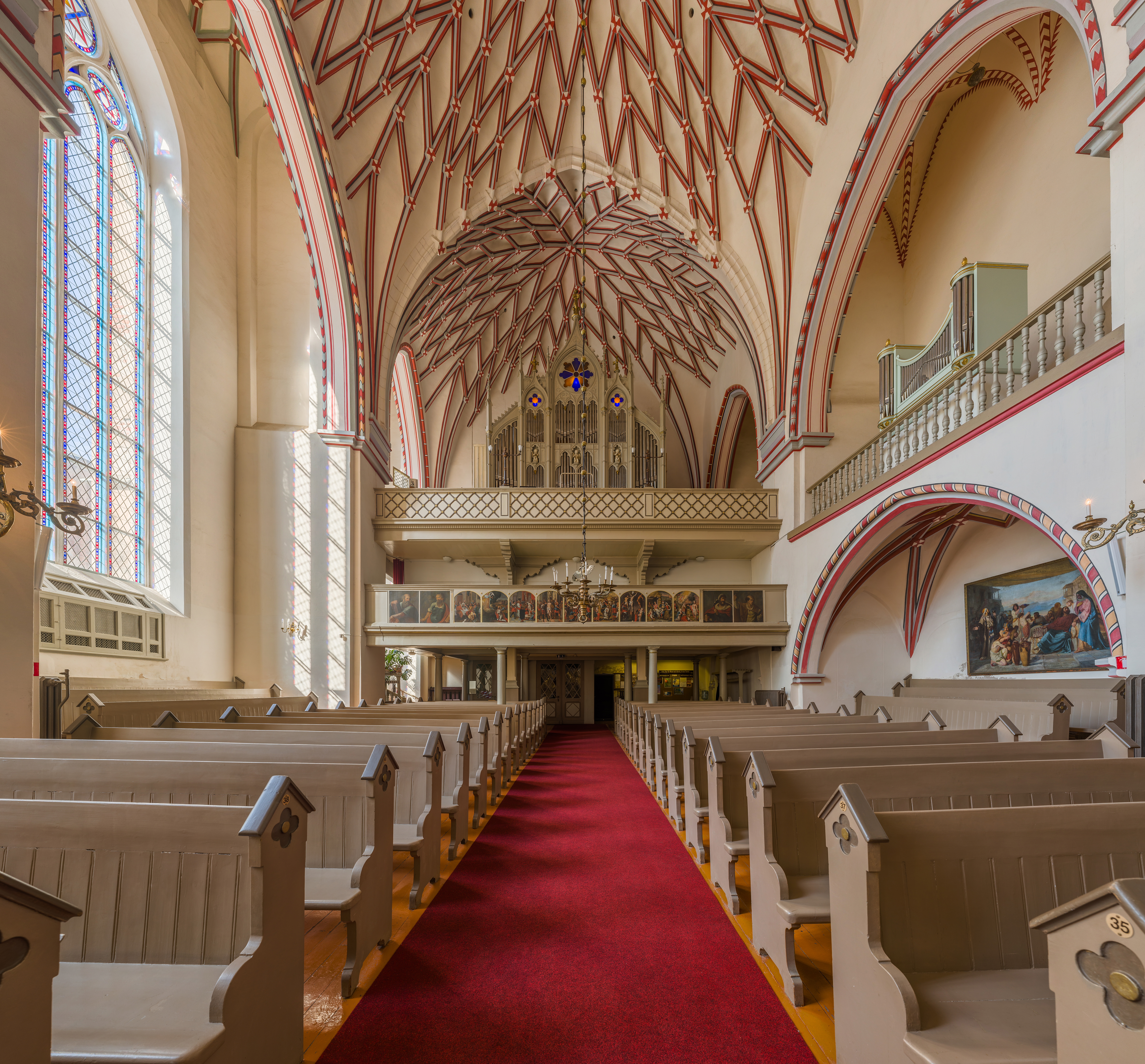
Вигляд на північний захід у напрямку органу
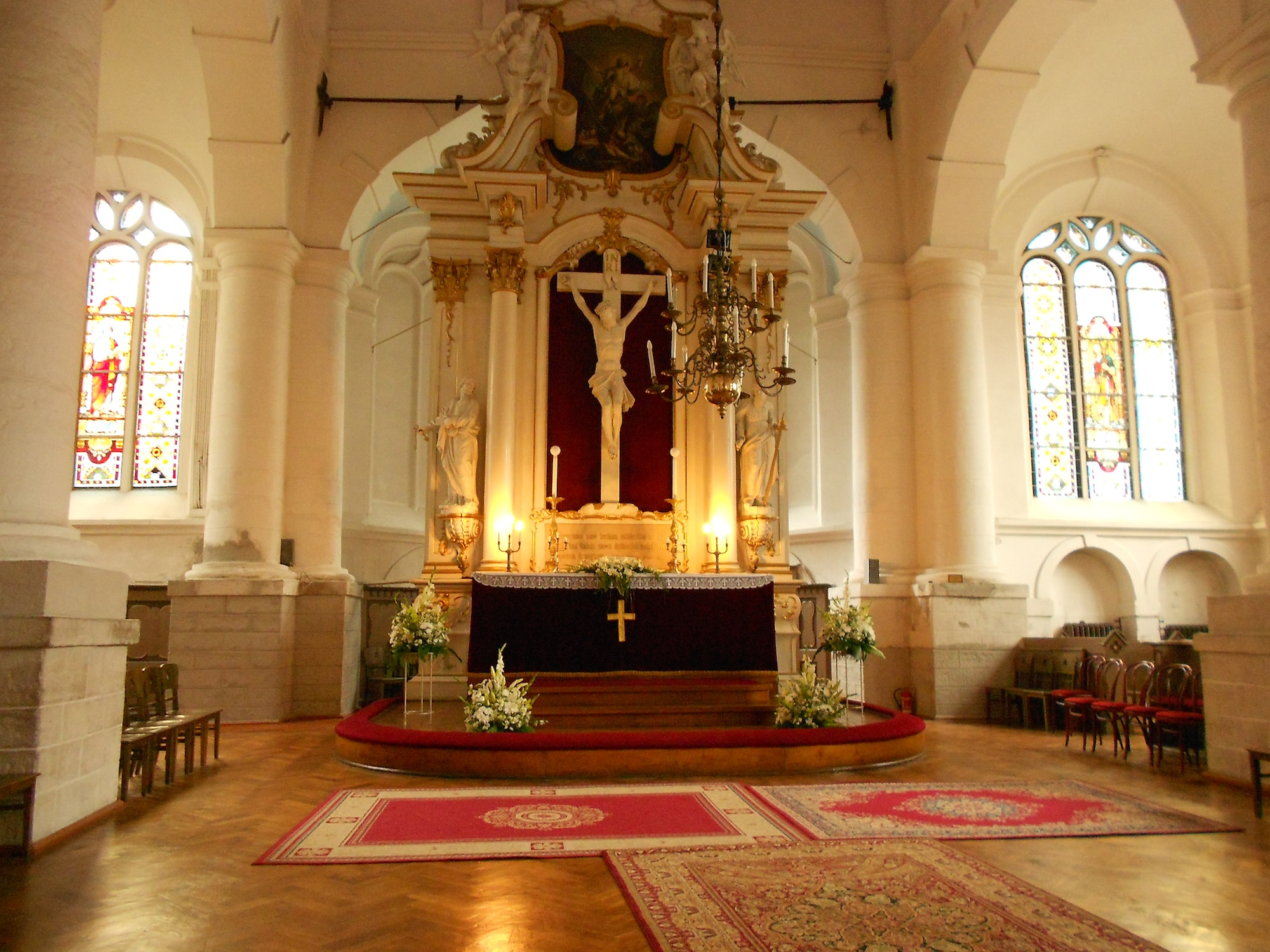
Головний вівтар і вівтарна частина